# Eduardo Acevedo Díaz
Eduardo Acevedo Díaz (Villa de la Unión, 20 aprile 1851 – Buenos Aires, 18 giugno 1921) è stato uno scrittore uruguaiano.

## Biografia
Famoso per essere stato un precursore del naturalismo nel suo paese, fu un attivista politico. Autore di una trilogia di trattazione storica, raccontava il periodo di lotte per l'indipendenza del suo paese.

## Opere
- Nativa, 1880;
- Ismael, 1888;
- Grito de gloria, 1893

Pubblicati nel 1894 assieme ai racconti lunghi Brenda e Soledad.
- Lanza y sable (Lancia e sciabola, 1914)
- Minés (1915)
- Crónicas, discursos y conferencias 1935, una raccolta di alcuni saggi storici e politici.